# 圣伯南达济
圣伯南达济（法語：Saint-Benin-d'Azy，法語發音：[sɛ̃ bənɛ̃ dazi]）是法国涅夫勒省的一个市镇，位于该省中部偏西南，属于讷韦尔区。

## 历史
圣伯南达济在法国大革命期间曾遭到严重破坏。

## 地理
圣伯南达济（46°59'58"N, 3°23'34"E）面积35.8 平方千米，位于法国勃艮第-弗朗什-孔泰大區涅夫勒省，该省份为法国中部省份，北至约讷省，西北接卢瓦雷省，西接谢尔省，南至阿列省，东南接索恩-卢瓦尔省，东临科多尔省。
与圣伯南达济接壤的市镇（或旧市镇、城区）包括：圣菲尔曼、昂勒济、博蒙-萨尔多勒、比伊-舍瓦讷、锡兹利、拉费尔默泰、利蒙、圣让欧萨莫涅、维尔朗吉。
圣伯南达济的时区为UTC+01:00、UTC+02:00（夏令时）。

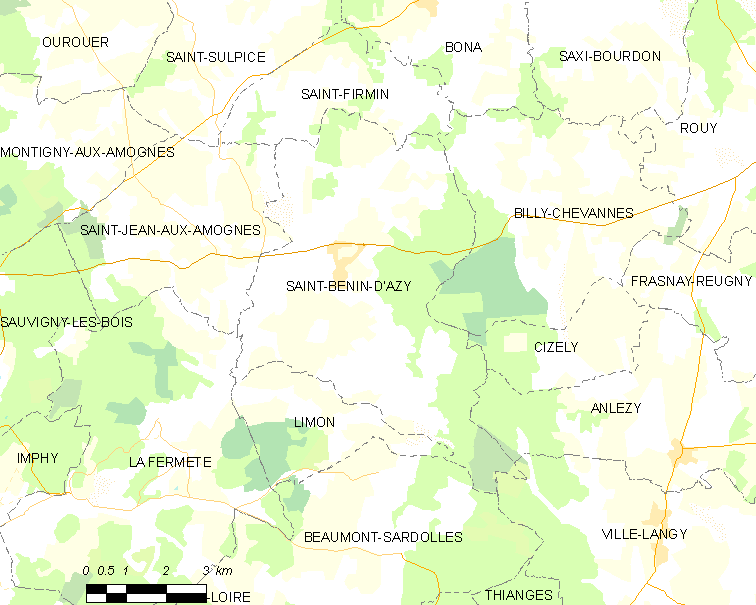
圣伯南达济的OSM定位图

## 行政
圣伯南达济的邮政编码为58270，INSEE市镇编码为58232。

## 政治
圣伯南达济所属的省级选区为盖里尼县。

## 交通
省道D978线呈东西走向经过其境内。

## 人口

1962-2008年间圣伯南达济人口变化图示

圣伯南达济于2022年1月1日时的人口数量为1257人。